# Puchar Narodów Afryki 1984
Puchar Narodów Afryki 1984 (14. edycja) rozegrany został na boiskach Wybrzeża Kości Słoniowej. W turnieju wzięło udział 8 zespołów podzielonych na dwie grupy.

## Grupa A
4 marca 1984
| Wybrzeże Kości Słoniowej Tia Koffi 27 min Fofana 62 min Goba 75 min | 3 – 0 | Togo    | Abidżan |
| Egipt Abu Zajd 75 min                                               | 1 – 0 | Kamerun | Abidżan |

7 marca 1984
| Kamerun Djonkep 6 min Abéga 21 min, 60 min Aoudou 45 min | 4 – 1 | Togo Rafiou 54 min                     | Abidżan |
| Egipt Abu Zajd 66 min, 72 min                            | 2 – 1 | Wybrzeże Kości Słoniowej Miezan 53 min | Abidżan |

10 marca 1984
| Egipt                    | 0 – 0 | Togo                                | Abidżan |
| Wybrzeże Kości Słoniowej | 0 – 2 | Kamerun Milla 42 min Djonkep 61 min | Abidżan |

| Zespół  | Pkt | M | W | R | P | G strz. | G str. | bilans |
| ------- | --- | - | - | - | - | ------- | ------ | ------ |
| Egipt   | 5   | 3 | 2 | 1 | 0 | 3       | 1      | +2     |
| Kamerun | 4   | 3 | 2 | 0 | 1 | 6       | 2      | +4     |
| W.K.S.  | 2   | 3 | 1 | 0 | 2 | 4       | 4      | 0      |
| Togo    | 1   | 3 | 0 | 1 | 2 | 1       | 7      | -6     |

## Grupa B
5 marca 1984
| Nigeria Nwosu 13 min Ehilegbu 31 min                   | 2 – 1 | Ghana Opoku N'ti 19 min | Bouake |
| Algieria Bouiche 29 min Belloumi 36 min Fergani 38 min | 3 – 0 | Malawi                  | Bouake |

8 marca 1984
| Malawi Waya 7 min Msiya 35 min         | 2 – 2 | Nigeria Temile 39 min, 41 min | Bouake |
| Algieria Menad 75 min Bensaoula 85 min | 2 – 0 | Ghana                         | Bouake |

11 marca 1984
| Algieria             | 0 – 0 | Nigeria | Bouake |
| Ghana Amphadu 32 min | 1 – 0 | Malawi  | Bouake |

| Zespół   | Pkt | M | W | R | P | G strz. | G str. | bilans |
| -------- | --- | - | - | - | - | ------- | ------ | ------ |
| Algieria | 5   | 3 | 2 | 1 | 0 | 5       | 0      | +5     |
| Nigeria  | 4   | 3 | 2 | 0 | 1 | 4       | 3      | +1     |
| Ghana    | 2   | 3 | 1 | 0 | 2 | 2       | 4      | -2     |
| Malawi   | 1   | 3 | 0 | 1 | 2 | 2       | 6      | -4     |

## Półfinały
14 marca 1984
| Egipt Suleiman 25 min Abu Zajd 38 min | 2 – 2 karne 7-8 | Nigeria Keshi 43 min Bala 75 min | Abidżan |
| Algieria                              | 0 – 0 karne 4-5 | Kamerun                          | Bouake  |

## Mecz o trzecie miejsce
17 marca 1984
| Egipt Abdelghani 74 min | 1 – 3 | Algieria Madjer 67 min Belloumi 70 min Yahi 88 min | Abidżan |

## Finał
18 marca 1984
| Kamerun N'Djeya 32 min Abega 79 min Ebongué 84 min | 3 – 1 | Nigeria Lawal 10 min | Abidżan |

Składy finalistów:
- Kamerun:Bell, Toubé, N'Djeya, Doumbé, Sinkot, Abega, Mbida, Aoudou, Ebongué, Milla, Djonkep (Kundé)
- Nigeria:  Okala, Paul, Keshi, Eboigbe, Sofoluwe, Lawal, Adeshina (Okoku), Edobor, Bala Ali (Temile), Nwosu, Etokebe